# Régis Auguste Casimir Demézange
Régis Auguste Casimir Demézange est un homme politique français né le 21 juillet 1800 à Mortain (Manche) et décédé au même endroit le 16 mars 1883.
Avocat à Mortain en 1825, il se signale par ses opinions libérales. En 1830, il est procureur du roi à Mortain, puis président du tribunal en 1835. Il est conseiller général du canton de Mortain en 1842 et député de la Manche de 1848 à 1849, siégeant avec les républicains. Il se présente une dernière fois à des élections lors des sénatoriales de 1876, mais échoue de peu.